# Список башкирских предводителей восстания Пугачёва
Вожди башкирского народа составляли значительную часть сподвижников Е. И. Пугачева. Среди них предводителями Крестьянской войны 1773—1775 годов были: Идеркай Баймеков, Кинзя Арсланов. Движение в отдельных повстанческих районах возглавляли Базаргул Юнаев, Салават Юлаев, Каранай Муратов, Каскын Самаров.
Среди башкирских предводителей были 1 генерал-фельдмаршал, 1 генерал, 1 бригадир, 2 главных полковника, 49 полковников и подполковников, 9 атаманов, 32 походных старшины, 13 есаулов, 22 сотника.
Е. Пугачев присваивал звания по следующему принципу: каждому предводителю, приведшему в Бердский лагерь отряд в 500 человек, он присваивал чин полковника. Чин полковника присваивался и за особые заслуги или при поручении ответственной задачи.
Высокие чины присваивали также И. Н. Зарубин-Чика и Салават Юлаев.
Социальный состав: из 120 высших командных чинов 5 были из старшин, старшинских детей и сотников, 4 муллы, то есть из представителей феодально-старшинской верхушки и мусульманского духовенства. 52 высших чина занимали рядовые башкиры.
- Абдей Абдуллов — полковник, башкир дер. Елпачиха Осинской дороги, мулла. По другим источникам — башкир дер. Юмакаево Ногайской дороги.
- Абдулзялиль Урускулов — полковник, башкир Кара-Таныпской волости Сибирской дороги.
- Абдулразак Алимов — войсковой атаман, башкир.
- Абдулсалям Рамзин — войсковой атаман, башкир Гайнинской волости Осинской дороги.
- Адигут Тимясев — полковник, мулла дер. Елпачиха Гайнинской волости Осинской дороги.
- Адиль Бигашев — войсковой атаман, башкир, мулла, отставной морской капрал.
- Аднагул Мурзагулов — войсковой атаман, башкир Ногайской дороги.
- Акмурза — полковник, башкир Ногайской дороги.
- Аладин Биктуганов — войсковой атаман, башкир Осинской дороги.
- Аладин Феляков — войсковой атаман, башкир Ирехтинской волости.
- Алибай Мурзагулов — полковник, войсковой старшина Кыркули-Минской волости, главный войсковой старшина Ногайской дороги.
- Амин Ибраев — полковник, башкир Телевской волости Исетской провинции.
- Араслан Рангулов — полковник, сотник дер. Кингазы Осинской дороги.
- Базаргул Юнаев — генерал-фельдмаршал, старшина Бекатинской волости Сибирской дороги Исетской провинции, депутат Уложенной комиссии 1767—1768 гг.
- Баим Кидряев — полковник, главный войсковой судья Войска Башкирского, старшина Кубелякской волости Сибирской дороги, тархан.
- Байгаза Козямышев — полковник, старшина Айлинской волости Исетской провинции.
- Бакей Абдуллов — полковник, башкир Уфимского уезда.
- Батыркай Иткинин — полковник, рядовой башкир дер. Усть-Тунтор Осинской дороги.
- Бузан Азмаков — полковник, сотник Сарали-Минской волости Ногайской дороги.
- Джиян Коштиянов — полковник, рядовой башкир дер. Кызылъярово Осинской дороги.
- Емансарай Епаров — полковник, старшина Суун-Кыпсакской волости.
- Ильчигул Иткулов — полковник, старшина Кущинской волости Сибирской дороги.
- Имаскул Абрамов — полковник, рядовой башкир Сибирской дороги.
- Ишкара Арсланов — полковник, старшина Кыпсакской волости Казанской дороги, тархан.
- Ишмень Иткулов — полковник, башкир дер. Кызылбаево Дуванской волости Сибирской дороги.
- Каип Зиямбетов — полковник, старшина Кара-Табынской волости Ногайской дороги.
- Канбулат Юлдашев — полковник, походный старшина Тамъянской волости Ногайской дороги.
- Карабай Ашменев — полковник, башкир Осинской дороги.
- Каранай Муратов — главный полковник повстанческой армии, сотник Бурзянской волости Ногайской дороги.
- Каскын Самаров — полковник, походный старшина Тамъянской волости Ногайской дороги.
- Кидрас Муллакаев — полковник, старшина Кара-Табынской волости Ногайской дороги, тархан.
- Кинзя Арсланов — главный полковник повстанческой армии, войсковой атаман башкирского полка Главного войска, старшина Бушман-Кыпсакской волости Ногайской дороги.
- Конапай Юнин — полковник, башкир Кунгурского уезда.
- Кутлигильда Абдрахманов — полковник, башкир Бушман-Кыпсакской волости Ногайской дороги, племянник Кинзи Арсланова.
- Мавлют Аитов — полковник, башкир дер. Чумакаево Сибирской дороги.
- Максют Утяганов — полковник, башкир Казанской дороги.
- Мансур Таймасов — полковник, старшина Кара-Табынской волости Исетской провинции, тархан.
- Мендет Миндияров — полковник, сын Миндияра Аркаева, старшины Дуванской волости Сибирской дороги.
- Минлигул Кутлумаметов — полковник, башкир Казанской дороги.
- Мурат Абзалов — войсковой атаман, башкир дер. Мратово Бурзянской волости.
- Мрат — войсковой атаман, башкир Исетской волости Осинской дороги.
- Мратша Сыртланов — полковник, старшина Кыр-Иланской волости Казанской дороги.
- Муксин Мадияров — полковник, башкир Осинской дороги.
- Муртаза Юртумов — полковник, старшина Айлинской волости Исетской провинции.
- Нарынбай — полковник, яицкий казак из башкир.
- Регим Исаев — полковник, башкир Осинской дороги.
- Реим Алеев — полковник.
- Сайфулла Сайдашев — атаман, башкир дер. Елпачиха Осинской дороги.
- Салават Юлаев — бригадир.
- Салей Кутумаков — полковник, башкир Уфимского уезда.
- Сляусин Кинзин — полковник, сын Кинзи Арсланова.
- Субхангул Кильтяков — полковник, старшина Тюбелякской волости Сибирской дороги.
- Суяргул Яманаев — полковник, башкир Исетской провинции.
- Тойгуза Мамыков — полковник, старшина Байлярской волости Казанской дороги.
- Трухмен Янсаитов — полковник, старшина Бурзянской волости Ногайской дороги.
- Туктамыш Ижбулатов — полковник, старшина Гайнинской волости Осинской дороги, депутат Уложенной комиссии 1767—1768 гг.
- Ульмаскул Абдуллин — полковник, башкир Дуванской волости Сибирской дороги.
- Уметей Уразембетев — полковник, старшина Сартской волости Сибирской дороги.
- Утяв Яраткулов — полковник, рядовой башкир Исетской провинции.
- Чагыр Иляйманов — полковник, рядовой башкир Исетской провинции.
- Юлай Азналин — полковник, главный войсковой атаман, старшина Шайтан-Кудейской волости.
- Юламан Кушаев — генерал, старшина Кара-Табынской волости Ногайской дороги Исетской провинции.
- Якуп Тляумбетов — полковник, мулла деревни Яуново Мурзаларской волости Сибирской дороги.

## Интересные факты
Для восточной скотоводческой зоны Башкортостана характерно, что феодалы были вождями и в освободительном движении башкир: состоятельные башкиры южных, юго-восточных и восточных волостей дали 41 из 47 полковников и генералов.
Для западной земледельческой же зоны было характерно более демократичное распределение — рядовые башкиры представляли 7 из 9 атаманов и 23 из 32 походных старшин.